# Stone Harbor
Stone Harbor é um distrito localizado no estado americano de Nova Jérsei, no Condado de Cape May.

## Demografia
Segundo o censo americano de 2000, a sua população era de 1128 habitantes.
Em 2006, foi estimada uma população de 1039, um decréscimo de 89 (-7.9%).

## Geografia
De acordo com o United States Census Bureau tem uma área de
5,2 km², dos quais 3,7 km² cobertos por terra e 1,5 km² cobertos por água. Stone Harbor localiza-se a aproximadamente 0 m acima do nível do mar.

## Localidades na vizinhança
O diagrama seguinte representa as localidades num raio de 12 km ao redor de Stone Harbor.